# Communauté de communes de Briance-Roselle
La communauté de communes de Briance-Roselle est une ancienne communauté de communes française, située dans le département de la Haute-Vienne, en région Limousin.

## Histoire
Créée le 31 décembre 1997, la communauté de communes de Briance-Roselle ne compte plus que deux communes après le départ de celle de Saint-Paul pour la communauté de communes de Noblat le 17 décembre 2010.
Elle est fondue au 1er janvier 2014 dans la nouvelle Communauté de communes Briance - Sud-Haute-Vienne.

## Composition
Elle regroupait deux communes : 
- Pierre-Buffière
- Saint-Hilaire-Bonneval